# 旧居留地38番館

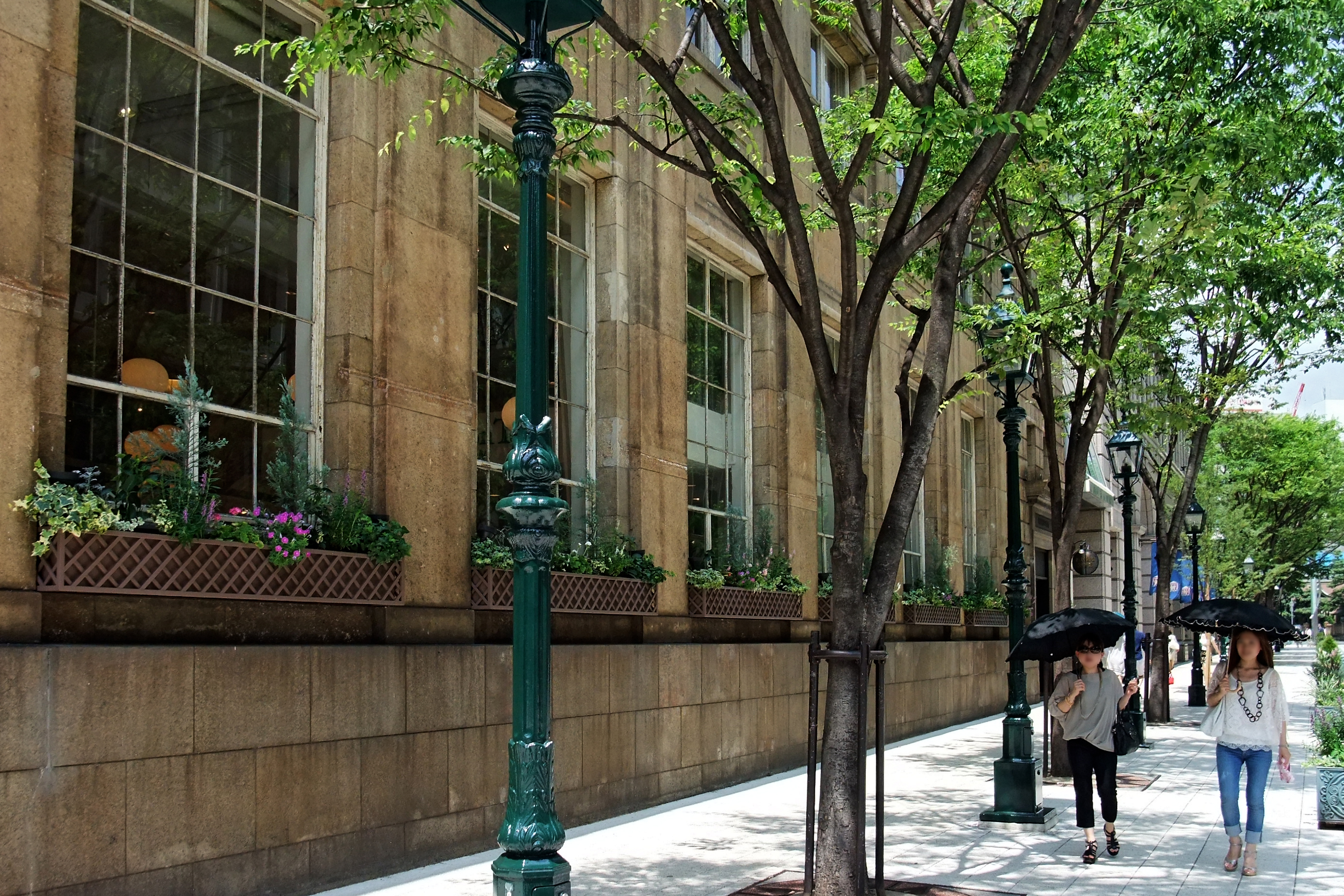
明石町筋（トアロード）側

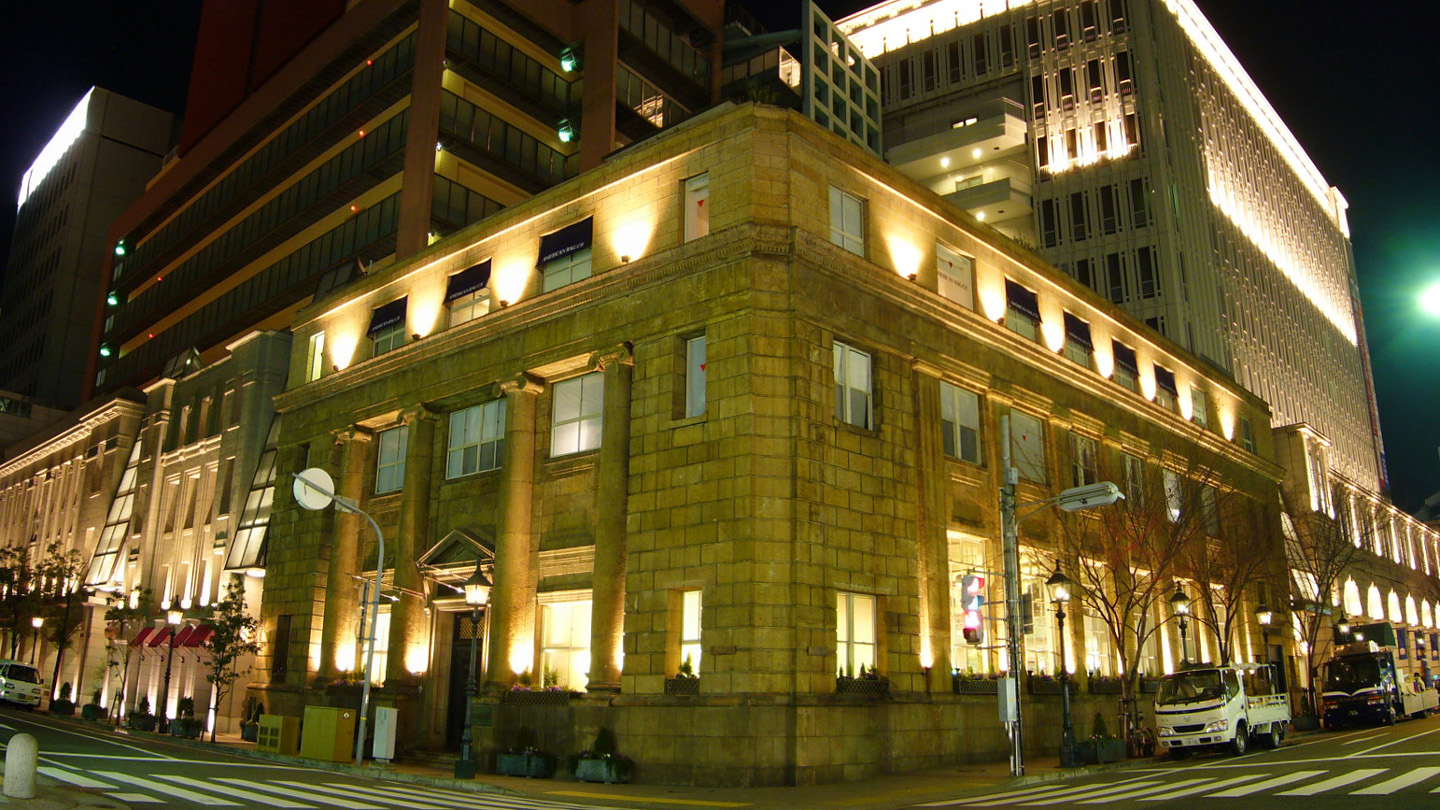
夜間のライトアップ

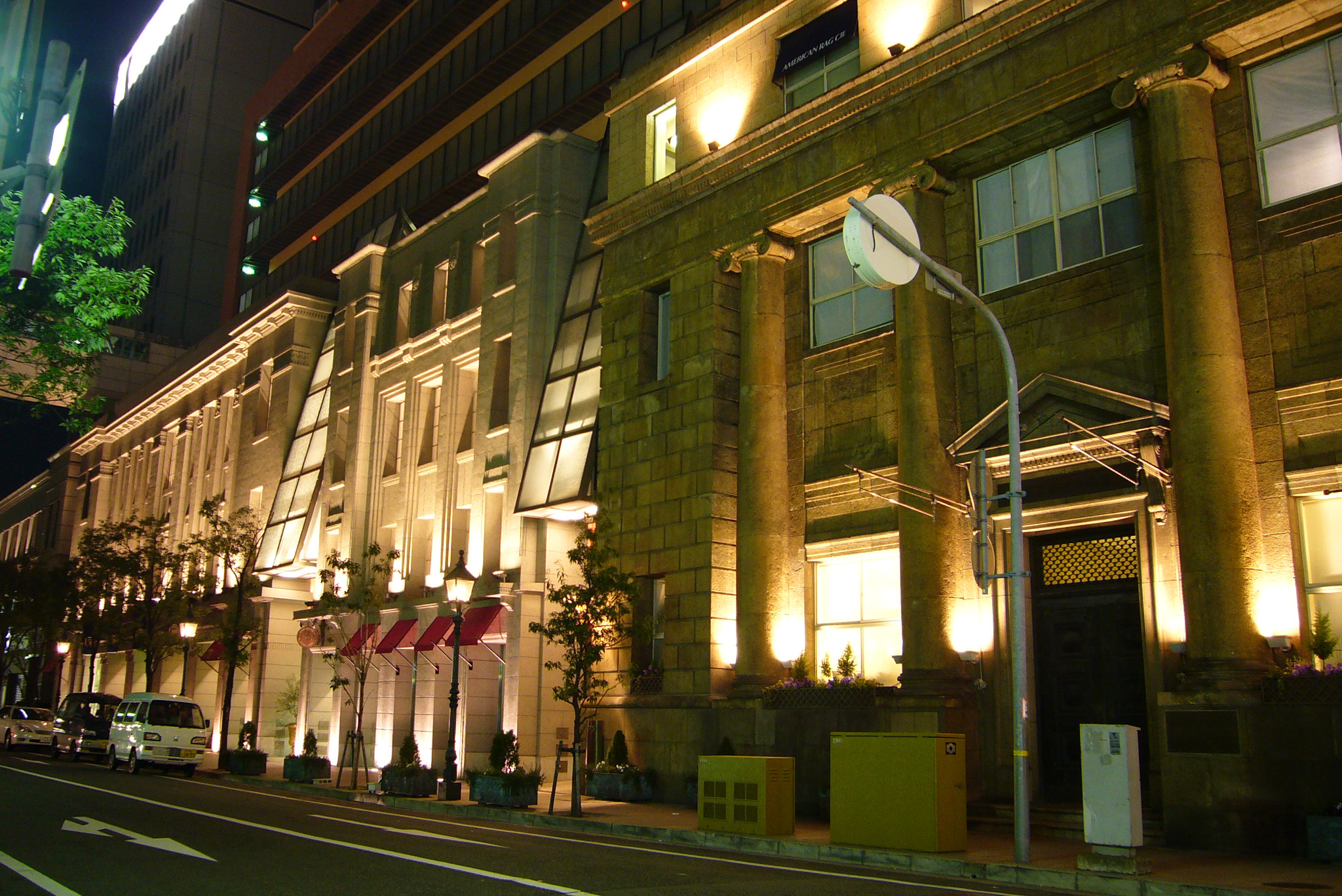
旧居留地38番館と神戸大丸百貨店2号館・3号館

旧居留地38番館（きゅうきょりゅうちさんじゅうはちばんかん）は、兵庫県神戸市中央区の旧居留地にある歴史的建造物。名称にある「38」という数字は、外国人居留地時代の区画番号を意味する。
百貨店の大丸(現大丸松坂屋百貨店)が所有し、北側と西側に隣接する大丸神戸店の倉庫として使われていた。現在では、建築の価値を生かして大丸神戸店の店舗の一部として用いられている。1980年代、旧居留地が「最も神戸らしい街」に再生するきっかけとなる象徴的な建物の一つでもある。

## 概要
ウィリアム・メレル・ヴォーリズの設計で1929年にシティバンク神戸支店として建設された。1階をシティバンクが使用、2階には独逸染料、バイエル薬品が入居、3階に帝国酸素が入居していた。その後2階のドイツ系2社が退去し、2階、3階を帝国酸素が使用した後、大丸神戸店の倉庫や事務所として使用されていた。
大丸神戸店の店長や大丸松坂屋百貨店の社長を務めた澤田太郎によると、1986年1月、大丸取締役の長澤昭が神戸店の店長に着任したことが、この建物や旧居留地にとって転機だという。長澤は若い女性客がそごう神戸店や梅田へ流出していることへの対策に、サザビーズの本館1階への誘致を目指した。しかし、同社が展開していたフランスの「アニエスベー」が路面店限定と主張したため、交渉は失敗した。しかし、後日神戸で旧居留地38番館の建物を見たサザビーズの社長が、ここでの出店を提案した。そこで、1987年3月1日にサザビーズによる複合店舗「リブ・ラブ・ウエスト」がオープンした。同年7月には大丸神戸店の駐車場ビルへも周辺店舗の出店プランが浮上した。以降、この取り組みは大丸神戸店の周囲のほかのビルに加え、京都店や心斎橋店、さらには藤崎百貨店やヤマトヤシキなど他の百貨店にも広がることになる。
南側正面に4本のイオニア式円柱と東側面に7本の壁柱および石積み外壁等の石造意匠を有したアメリカン・ルネッサンス様式の近代建築。
仲町通りに面して大正時代築の外壁が残されている大丸神戸店2号館・3号館と隣接しており、それらとともに100mにわたるクラシカルな外観で統一された街区を形成する。
夜間は日没から22時までライトアップされる。

## 建築概要
- 設計 - ウィリアム・メレル・ヴォーリズ／ヴォーリズ建築事務所
- 竣工 - 1929年
- 改修 - 1988年
- 施工 - 竹中工務店
- 構造 - 鉄骨鉄筋コンクリート造、地上3階、地下1階
- 所在地 - 〒650-0037 兵庫県神戸市中央区明石町40
- 近代化産業遺産（「旧居留地銀行ビル群、海岸通商業ビル群」の一部）

## 交通アクセス
- 神戸市営地下鉄海岸線 旧居留地・大丸前駅 徒歩すぐ
- 阪神本線 元町駅 徒歩5分
- JR神戸線 元町駅 徒歩5分

## 周辺情報
- 旧居留地
  - 神戸らんぷミュージアム、KOBEとんぼ玉ミュージアム、神戸ドールミュージアム、THE FORTY FIFTH、大丸ミュージアム神戸（大丸神戸店店内）、ジーニアスギャラリー、旧居留地十五番館、神戸市立博物館、チャータードビル、商船三井ビルディング、海岸ビル、神港ビル
- 旧雑居地
  - 南京町、旧神戸住友ビル（現・銀泉神戸ビル）、神戸郵船ビル、海岸ビルヂング（旧・日濠会館）